# Federazione scacchistica della Nuova Zelanda
La Federazione scacchistica della Nuova Zelanda (in inglese, New Zealand Chess Federation, abbreviata in NZCF) è l'organismo nazionale di scacchi in Nuova Zelanda, ed è affiliata alla Federazione Internazionale degli Scacchi. La sede si trova ad Auckland.
La federazione è stata fondata nel 1932. Dal 2008 il presidente è Paul Spiller  e il vicepresidente è Peter Stuart.
Fra gli affiliati vi sono il Grande maestro Murray Chandler e il giocatore per corrispondenza Michael Freeman.
Dal 1879 organizza annualmente il Campionato neozelandese di scacchi. 

## Organizzazione
- Presidente: Paul Spiller
- Vicepresidente: Peter Stuart
- Segretario: Bob Mitchell
- Tesoriere: Anthony Whitehouse